# Koszmak
Koszmak (ukr. Кошмак) – wieś na Ukrainie, w obwodzie czerkaskim, w rejonie zwinogródzkim. 
W 2001 roku liczyła 275 mieszkańców.